# Museo storico-archeologico dell'Università di Lecce
Museo storico-archeologico dell'Università del Salento (MUSA) è un museo universitario situato a Lecce nell’area tra Porta Napoli e il parco di Belloluogo. Offre un percorso di visita articolato, che copre diverse epoche storiche e aree geografiche, fornendo al visitatore una panoramica completa dei risultati della ricerca archeologica condotta dall’Ateneo nell’ampio contesto del bacino mediterraneo.

## Storia
Il museo è stato aperto al pubblico nel giugno del 2007.
La sua creazione è il risultato del Piano Coordinato delle Università di Catania e Lecce (Iniziativa IN20), finanziata sia dal Ministero dell'Università e della Ricerca Scientifica (MIUR) che dall'Unione Europea, tramite i Piani Operativi Nazionali (P.O.N.) 1994/1999 e 2000/2006.

## Descrizione
Il MUSA è situato nel campus universitario Studium 2000, in Via di Valesio angolo, Viale S. Nicola, ed occupa una superficie di circa 500 metri quadrati, divisi in cinque sale. Presenta oltre 400 reperti provenienti dalle attività di scavo dell’Ateneo, affiancati da riproduzioni di contesti archeologici sotto forma di plastici, calchi, modelli, ricostruzioni virtuali e multimediali.
L'allestimento ha visto la partecipazione attiva dei docenti, dei gruppi di ricerca e del personale tecnico del settore storico-archeologico del Dipartimento di Beni Culturali dell'Università del Salento.

### Percorso museale
Il MUSA offre un itinerario di visita articolato in cinque sale.

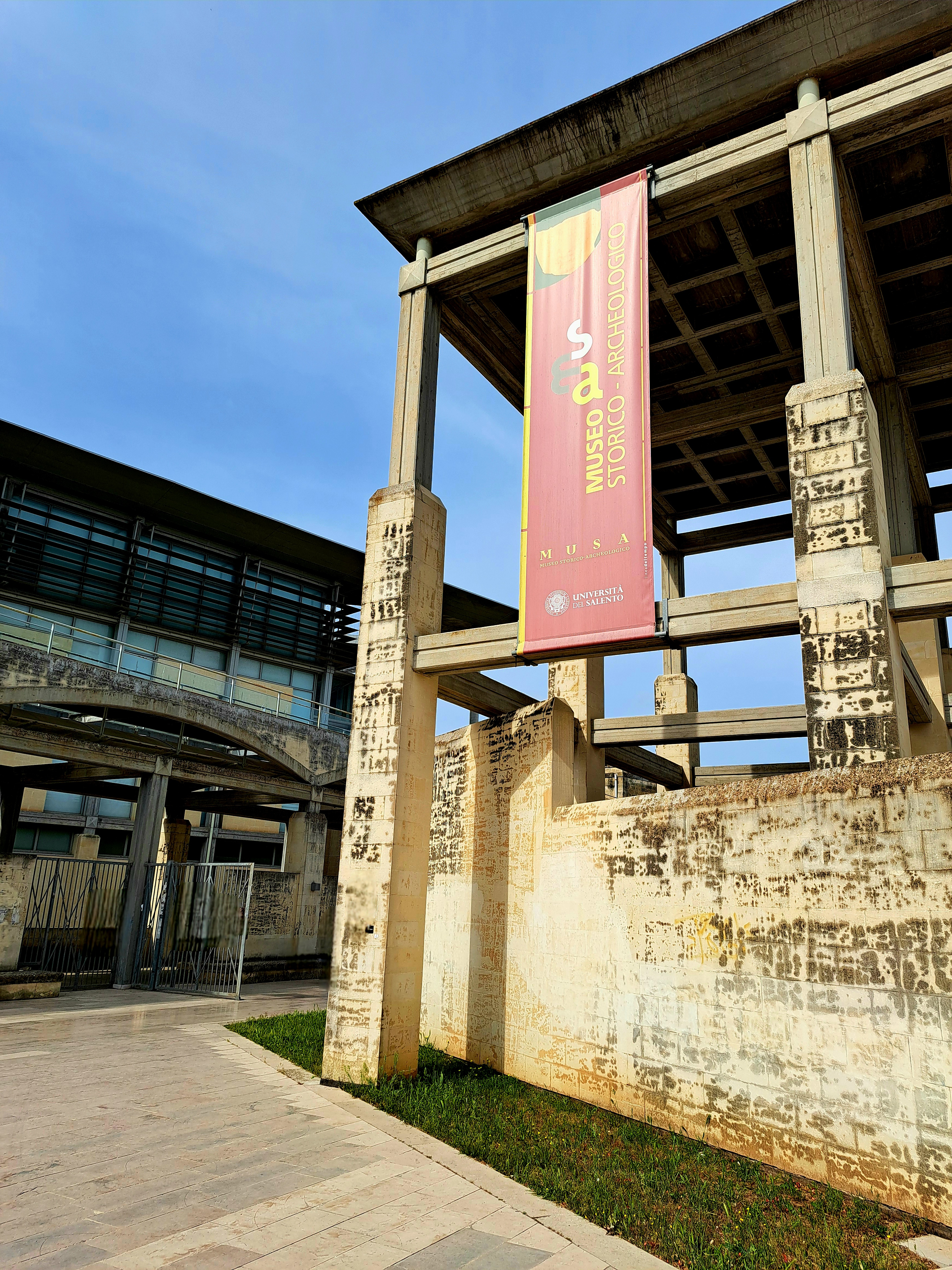
Ingresso Studium 2000, complesso sede del Museo

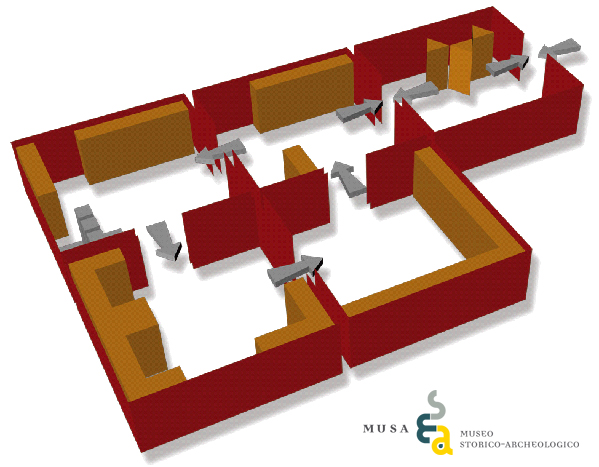
Mappa del MUSA

#### Sala I – Risorse e metodologie di ricerca
In questa sala, un totem luminoso introduce il visitatore agli obiettivi e alle finalità del museo, mentre tre postazioni multimediali forniscono una panoramica sullo sviluppo della ricerca in Archeologia e Storia Antica presso l’Università del Salento. Nella stessa sala, viene ricordato il contributo dato dai professori Giuseppe Nenci, Dinu Adamesteanu e Giuliano Cremonesi alla istituzione del settore di ricerca storico-archeologica presso l’ateneo. Due maxi-schermi proiettano immagini legate alle esperienze di ricerca.

#### Sala II - Preistoria e Protostoria
Dedicata alla preistoria e alla protostoria del Salento, questa sala espone reperti provenienti da importanti siti archeologici della regione, tra cui la grotta delle Veneri di Parabita, Sant’Anna presso Oria, la grotta Cappuccini a Galatone, Roca e Torre Guaceto. Si offrono informazioni sulla vita quotidiana e le pratiche culturali delle popolazioni locali, dal Paleolitico Medio fino all’età del Bronzo.

#### Sala III - I Messapi
Dedicata alla civiltà dei Messapi, questa sala offre una panoramica sulla cultura, arte e la vita quotidiana di questo popolo attraverso reperti provenienti da siti archeologici chiave della regione, come Otranto, San Vito dei Normanni, Muro Leccese, Oria. Inoltre è presente una sezione sulla monetazione di età messapica.

#### Sala IV - Età Romana, Tardoantico e Medioevo
Qui i visitatori possono esplorare l'età romana e tardoantica del Salento attraverso una ricca esposizione di reperti archeologici provenienti da siti, come Brindisi, Vaste e Giurdignano. Nella stessa sala è presente la sezione medievale divisa in sottosezioni: l’alto medioevo, i Normanni, Svevi e Angioini, la fine del medioevo. I reperti provengono da Otranto, Giuggianello, Martano e Muro Leccese.

#### Sala V - Missioni Archeologiche e ricerche nel Mediterraneo
L'ultima sala presenta alcuni reperti e postazioni multimediali che illustrano le attività delle missioni archeologiche e le indagini condotte in diverse regioni d’Italia e all'estero. La Tabula Peutingeriana, riprodotta sulle pareti della sala, e la mappa satellitare del Mediterraneo sul totem luminoso riportano l’ubicazione degli scavi condotti ad esempio ad Hierapolis (Turchia), Tas Silg (Malta), Soknopaiou Nesos (Egitto) e Khartoum (Sudan) e in altri luoghi di pari importanza.

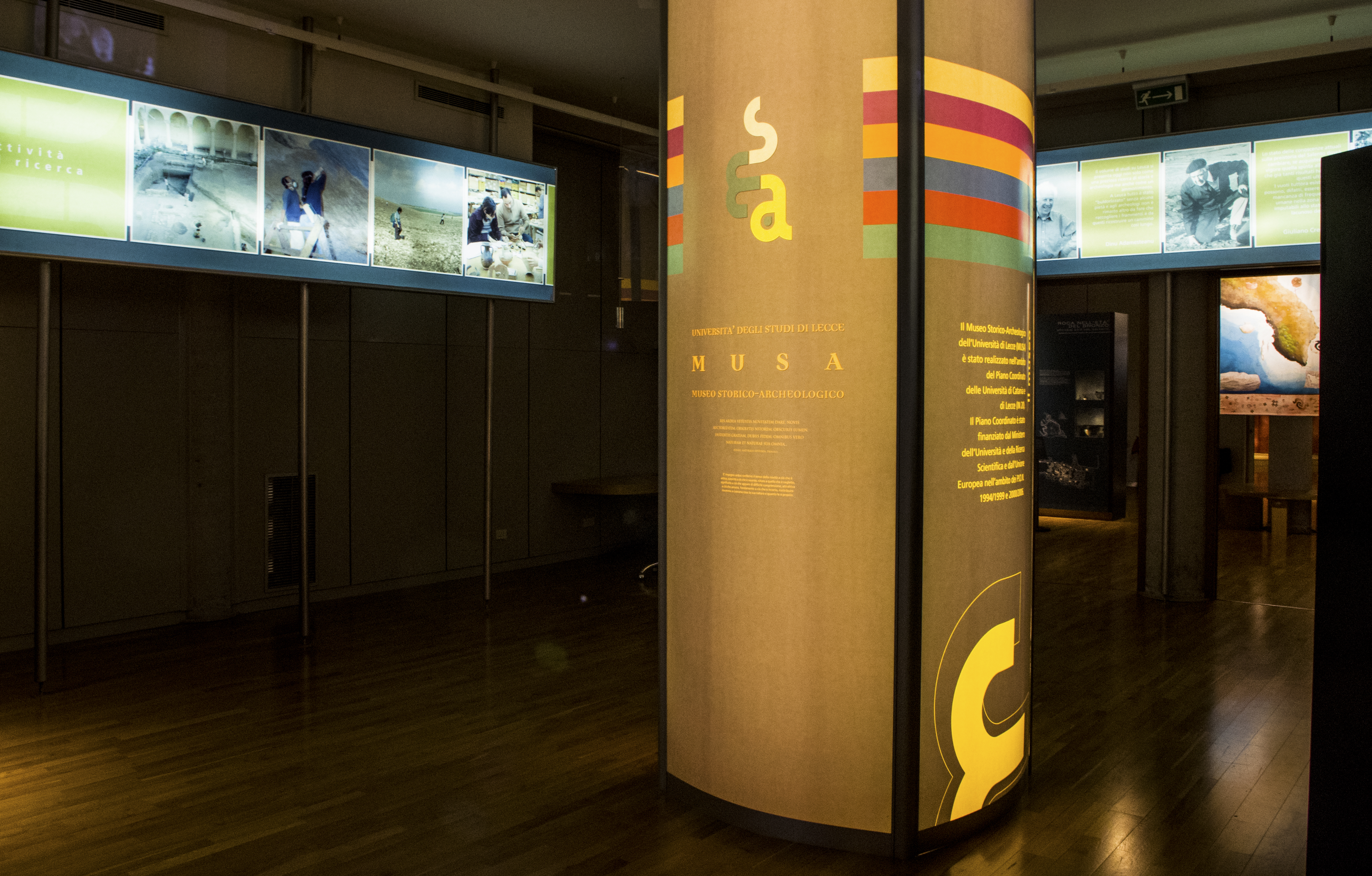
Sala I
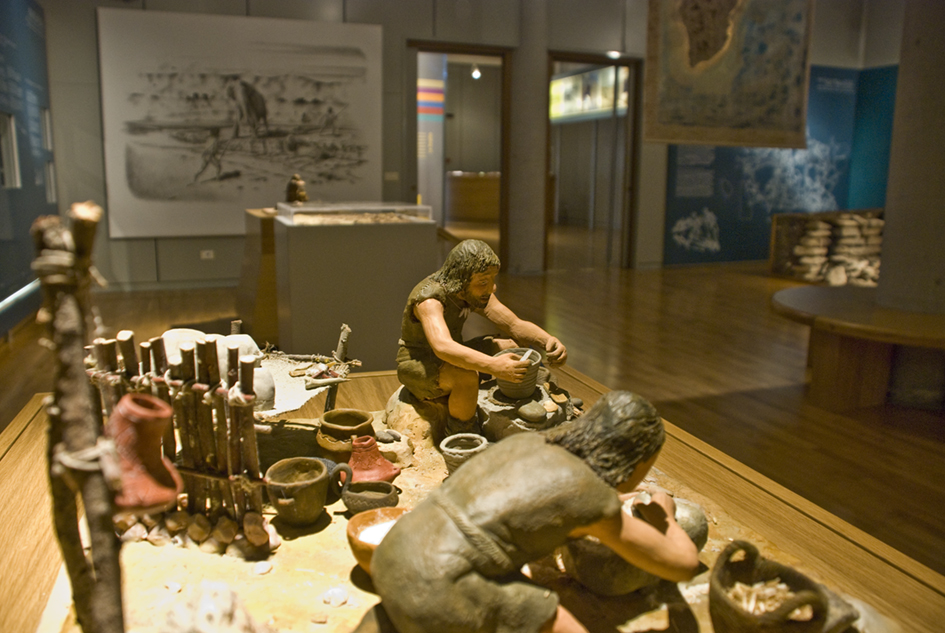
Sala II
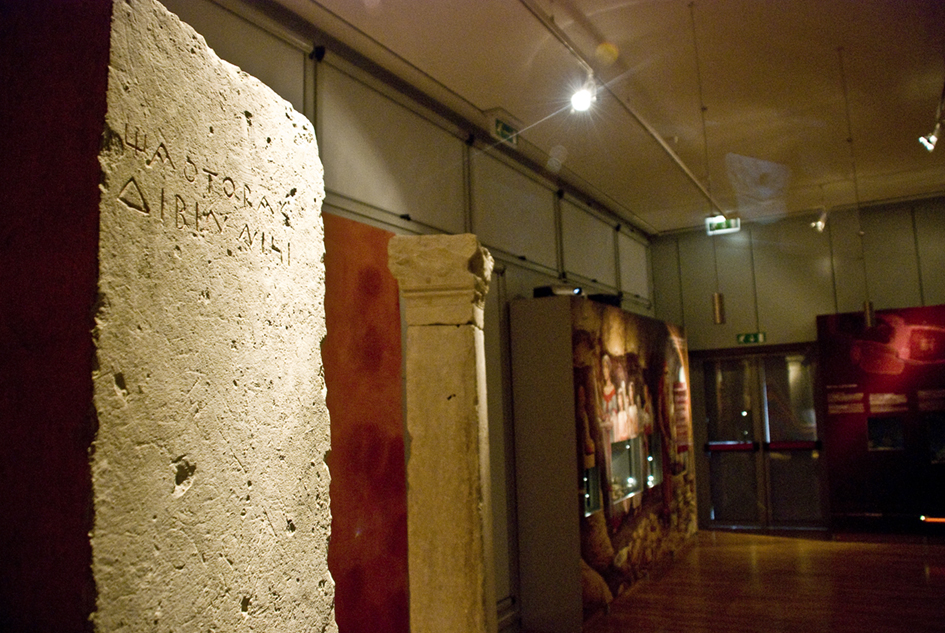
Sala III
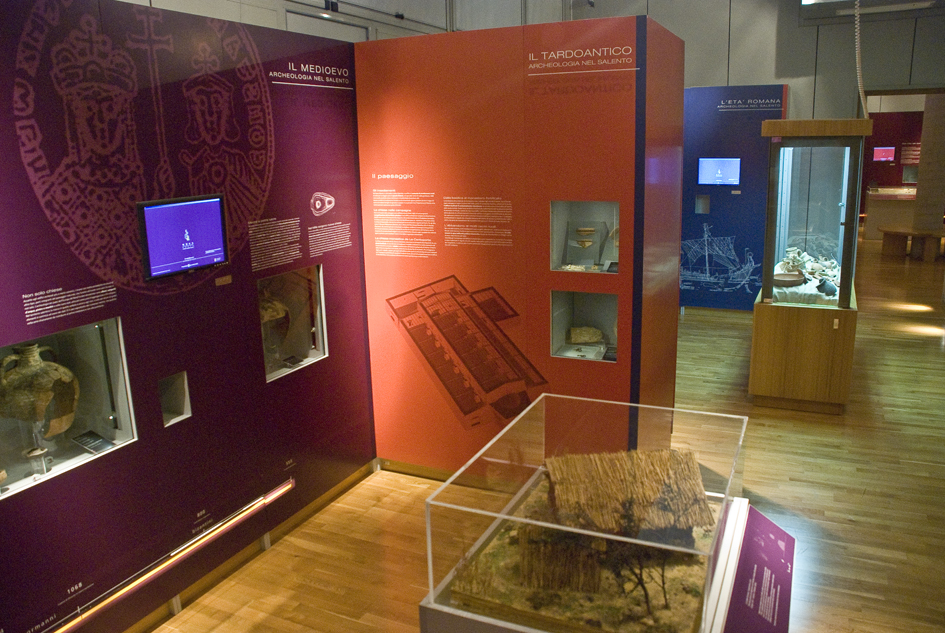
Sala IV
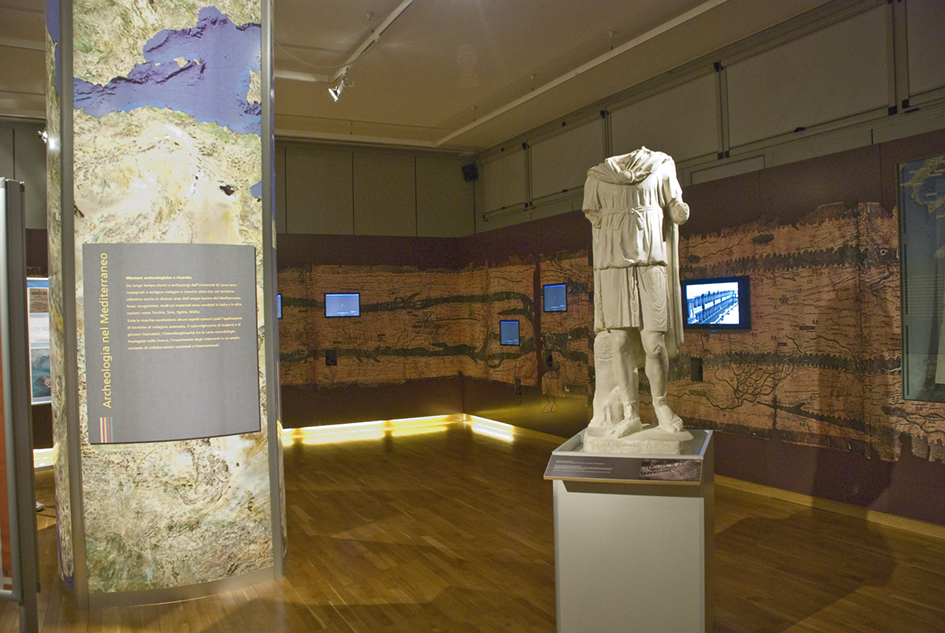
Sala V

## Attività
Il MUSA propone esposizioni permanenti e temporanee, conferenze divulgative, laboratori didattici e visite guidate, rivolte sia alle scuole che ad un pubblico più vasto.
Il museo promuove inoltre un approccio inclusivo al patrimonio culturale, impegnandosi attivamente nella creazione di supporti didattici e informativi accessibili.